# 箱根火山の形成史
箱根火山の形成史（はこねかざんのけいせいし）では、箱根火山の噴火活動史を中心とした箱根火山の成り立ちについて説明する。また、近年箱根火山の一部と考えられるようになった湯河原火山と真鶴半島、そして箱根火山のカルデラ湖である芦ノ湖の形成史についても併せて説明する。説明の中で、かつて地学の教科書等で取り上げられ、現在でも多くの研究者に引用されている久野久の箱根火山研究の概略を紹介し、久野の研究後、箱根火山の形成史がどのように修正されているのかについても触れていく。

## 久野久らによる箱根火山の研究

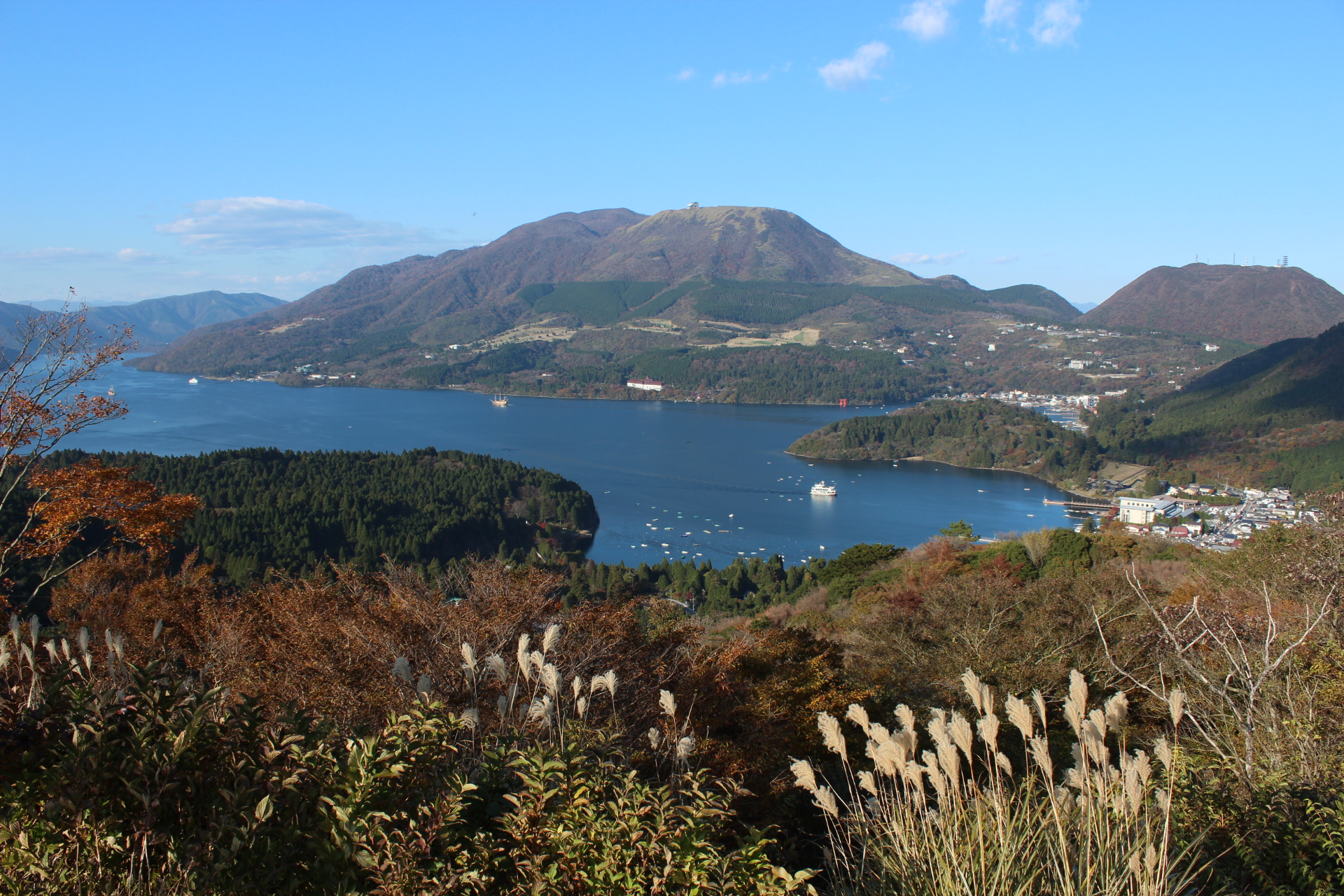
中央火口丘と芦ノ湖

箱根火山の研究は日本に近代的な科学が紹介された明治時代に始まった。研究開始当初から箱根火山はカルデラを持ち、またカルデラ内に中央火口丘があることについて着目され、外輪山の活動期と中央火口丘の活動期の二期に分けられると考えられたが、多くの研究者は複雑な構造をしている箱根火山の理解、特に頂上部分が比較的平坦である南東部の鷹巣山や屏風山、浅間山などについて、箱根火山の中でどのように位置づければ良いのか苦心した。
そのような中、1930年代から1960年代にかけて行われた、久野久による研究が大きな成果を挙げた。久野は1923年の 関東地震と1930年の北伊豆地震によって山崩れが多発した影響で、箱根に多くの地層の露頭が出来た時期、詳細な地質調査を行い、丹念な分析と考察を進めた結果、当時としては極めて優れた箱根火山の研究を発表し、その成果は広く受け入れられ、日本の火山学研究の模範とされた。
久野によればまず、約50万年前から25万年前にかけて、現在の箱根火山の場所には単一の大きな、富士山のような形をした成層火山が出来たとした。久野の没後、1971年になされた推定では、単一の成層火山時代、箱根火山の標高は約2700メートルに達したと考えられた。また成層火山の形成時、山体の北西部では側火山として金時山が、南東部では幕山の噴火活動が起こった。
約25万年前から18万年前にかけて、マグマだまりに火山体上部が落ち込む大陥没を起こし、大きなカルデラが形成された。この時に生まれたカルデラを古期カルデラと呼び、久野は当初、噴火活動以外の理由で大陥没が起こったと考えたが、やがて大規模な噴火があった事実が判明したため、大規模な噴火に伴ってカルデラが形成されたと自説を修正した。そして大規模なカルデラが出来た後、侵食によってカルデラは拡大して、現在の箱根外輪山が出来上がった。
カルデラの形成後、約13万年前から8万年前にかけて、再び噴火活動が活発化し、カルデラ内に流動性に富む溶岩が噴出して、傾斜が緩い南東部の鷹巣山や屏風山、浅間山などの楯状火山が出来た。
約6.6万年前から4.5万年前にかけて、大噴火によって楯状火山の西半分が陥没して新期カルデラが誕生した。残された東側の楯状火山は新期外輪山となった。
最後にカルデラ内部の噴火活動によって、神山などの小規模な成層火山と 二子山などの溶岩円頂丘による中央火口丘が誕生して現在に至る。

### 久野説の問題点と研究の進展
久野の説は、複雑な構造を持つ箱根火山の成因をよく説明できるものであったが、箱根火山の調査、研究の進展に伴い、久野説では説明が難しい事実が次々と明らかになってきた。その中でも特に、かつて箱根火山は単一の大規模な成層火山であったという点と、成層火山の後に大きなカルデラが出来たという点が、事実と異なるのではないかとの疑問が深まっていった。
単一の成層火山に対する疑問は、外輪山の地層を詳細に検討すると、地層の走向や傾斜から考えて、かつて単一の大きな成層火山であったと考えるのには無理があり、規模の小さな成層火山が複数存在したとの説が有力になった。
カルデラについては、1960年代以降、箱根観光が盛んになるにつれて、箱根各地で行われるようになった温泉試掘ボーリングの試料が問題となった。ボーリングの試料からは中央火口丘の噴出物の下の、かなり浅い場所で箱根火山が乗っかっている基盤岩が検出された。基盤岩がかなり浅い場所で検出されたということは、もし陥没が発生していたとしてもその深さはあまり深くなく、陥没の結果、大規模なカルデラが誕生したとの説とは矛盾する。そして成層火山の大陥没によってカルデラが形成された場合、当然あるべき外輪山を構成するものと同じ噴出物はほとんど見つからなかった。
その他にも久野説の修正が必要な、新しい事実が判明していき、箱根火山の形成史は書き換えられることとなった。

## 成層火山群の活動
かつて箱根火山は、まず富士山のような形をした標高約2700m の、単一の大きな成層火山が出来て、それが大噴火によって陥没し、カルデラが出来たものと考えられていた。しかし最近の研究では、かつての箱根火山に単一の成層火山は存在せず、小ぶりの成層火山が複数存在したことが明らかになった。

### 箱根火山の誕生
現在、箱根火山を形成する火山体の中で最も古いものは、約65万年前に噴出した箱根外輪山の南東方面に分布する天昭山溶岩と、箱根湯本近くの畑宿付近に分布する畑宿溶岩とされている。久野の研究では天昭山溶岩は第三紀のもので、箱根火山の活動開始前に噴出したものとされていたが、近年の研究では箱根火山の初期噴出物である畑宿溶岩とともに、主に玄武岩質の溶岩や火山角礫岩などから成る、ほとんど変わらぬこと性質を持つものであることが明らかになり、年代的にも約65万年前のものということが判明した。また天昭山溶岩流や畑宿溶岩流は、玄武岩質の成層火山の噴出物であったと考えられている。
約50万年前からは箱根火山の北東部に狩川溶岩グループ、北西部では大唐沢溶岩グループ、そして南部では湯河原火山の活動が始まった。ともに玄武岩や玄武岩に近いタイプの安山岩からなる成層火山であったと考えられている。先に紹介した久野久の研究では、湯河原火山は箱根火山の活動が開始される前に活動した、箱根火山と異なる火山と考えたが、噴出物の内容的に区別がつけ難い点と、初期の箱根火山の活動時期と重なることから、現在では湯河原火山は箱根火山の一部であると見なされるようになった。
成層火山の火山活動であった狩川溶岩グループ、大唐沢溶岩グループ、湯河原火山の活動と同時期、箱根火山ではタイプの異なる噴火活動が始まった。単成火山の活動である。この時期の単成火山は主に箱根火山の南東部から南部に分布し、流紋岩質やデイサイト質の溶岩やスコリアを噴出した。

### 成層火山群の成立

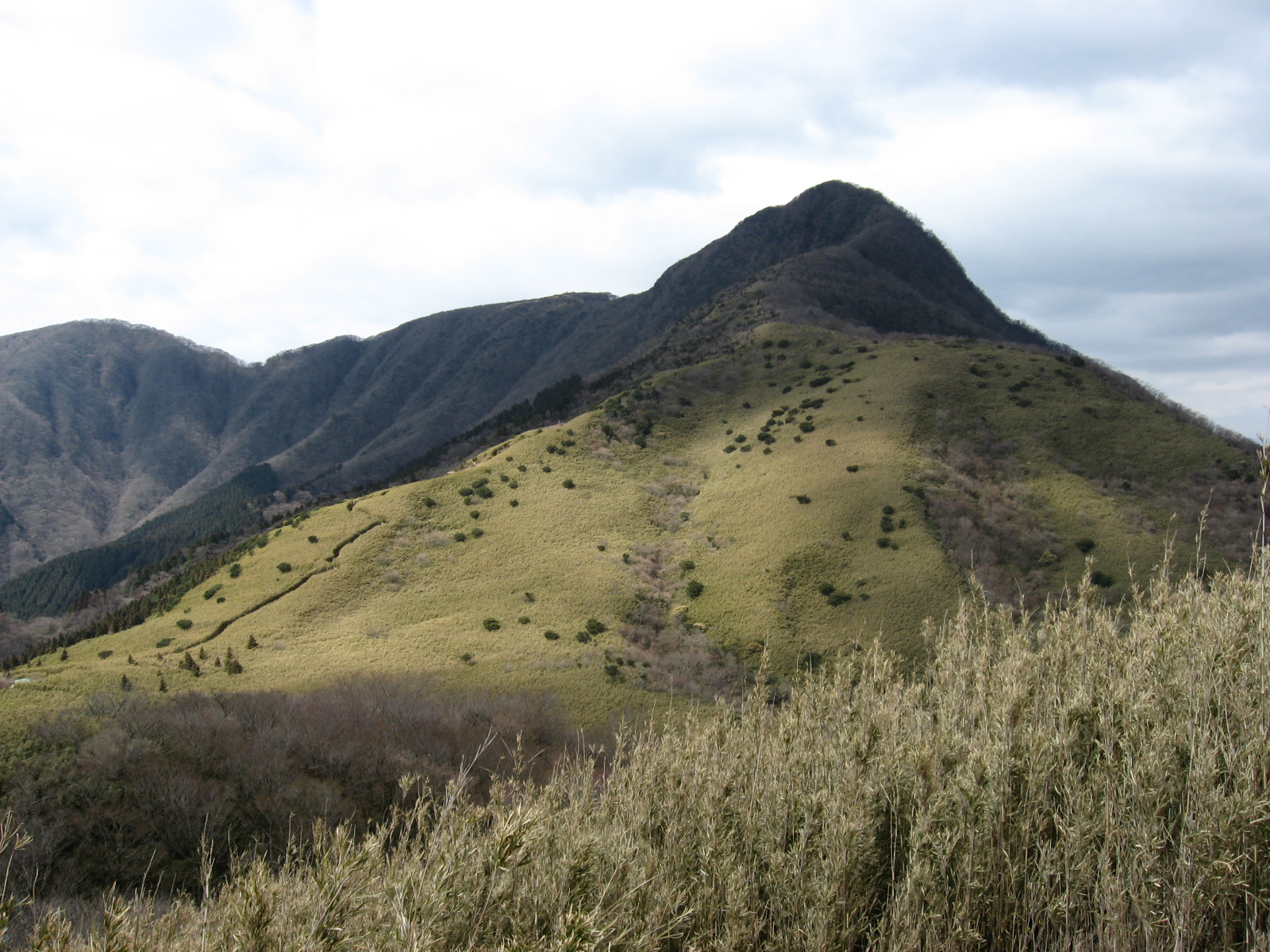
金時山

約35万年前からは、現在箱根外輪山を形成する金時山や明星ヶ岳 などの噴火活動が開始したと考えられる。ともに玄武岩や安山岩から成る成層火山で、地形や噴出物の内容から、金時山や明星ヶ岳とも現在はカルデラ内部となっている場所に火山体の噴出口があったと考えられている。
金時山や明星ヶ岳の活動とほぼ同時期、現在の芦ノ湖付近に火山体の噴出口があったと考えられる山伏峠火山体、十国峠付近に火山体の噴出口があったと考えられる白糸川溶岩グループなどの活動があったと見られている。
約30万年前からは、中央火口丘付近に火山体の噴出口があったと考えられる深良火山体などの活動があった。このように箱根火山では複数の成層火山の活動が続き、成層火山群が形成されていった。

### 単成火山活動の活発化

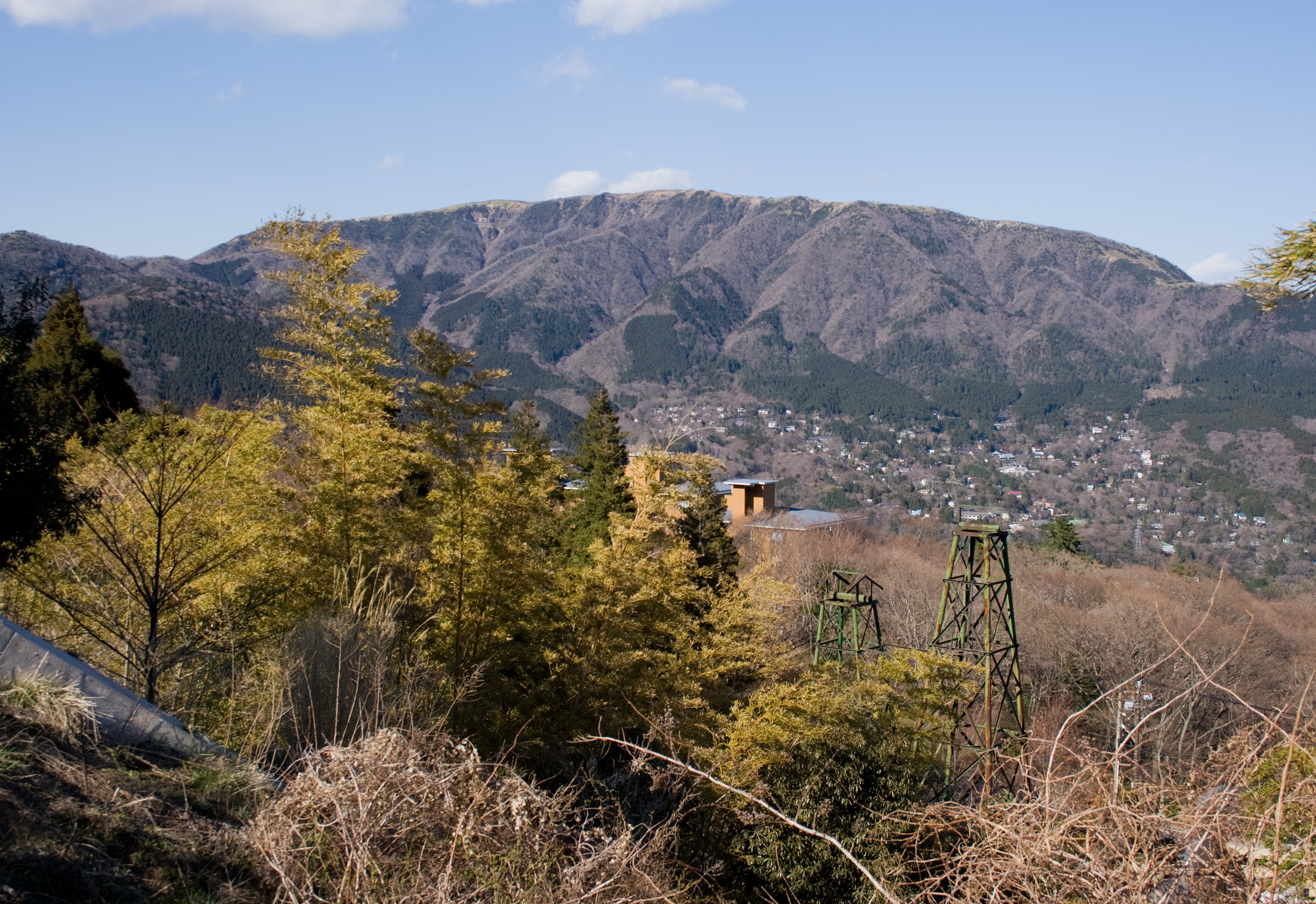
明神ヶ岳

約27万年前から23万年前にかけて、引き続き成層火山の活動が続いていて、この時期には箱根外輪山を形成する明神ヶ岳の活動が見られ、その他にも箱根火山の西部では丸岳火山体、現在の元箱根付近に火山体の噴出口があった海の平火山体が活動した。
27万年前からは成層火山の活動とともに単成火山の活動が活発化した。単成火山は箱根火山の北西部と南東部に集中し、単成火山群が構成されるようになった。この時代に活動した単成火山群は、北西部は長尾峠溶岩グループ、南東部では根府川溶岩グループと呼ばれていて、ともに安山岩やデイサイト質の噴出物からなる。
同じ時期、箱根火山体の南東部にあたる白銀山周辺でも米神溶岩グループ、江之浦溶岩グループといった活発な火山活動が確認されている。

## カルデラと単成火山の時代
約23万年前から、箱根火山の噴火の様式は一変した。これまでは比較的小型の成層火山が複数噴火活動を続けていたものが、大量の流紋岩質、デイサイト質の溶岩を噴出する大規模な火砕流を伴う噴火活動を見せるようになった。このような大規模な噴火は約23万年前から約4万年前までに繰り返された。

### カルデラの成因について
箱根火山のカルデラの成因についてはいくつかの説が唱えられている。久野は大陥没によって現在の箱根カルデラが誕生したと考えた。陥没の原因については、当初は火山活動以外のものを想定していたが、その後、大規模な噴火活動があったことが明らかとなったため、大噴火後に地面が一気に陥没してカルデラが誕生したとした。
ところが久野の晩年の研究で、陥没は一気に発生したわけではなく段階的に進み、陥没後に起こった侵食の結果、現在の箱根カルデラが出来たと修正された。これは温泉掘削のため行われたボーリング調査の結果、箱根火山の基盤となる岩石がかなり地表に近い場所に分布していることが明らかになり、またボーリングの試料からは外輪山を構成するのと同じ噴出物が見つからず、基盤となる岩石の上に直接中央火口丘由来の岩石が分布している例が多く見つかるなど、きわめて大規模な陥没が発生したとは考えにくくなったことによる。その他にも陥没説の欠点として箱根カルデラでは陥没型のカルデラで確認される、円形や弧の形をした断層が見られないことが挙げられ、研究の進展によって箱根火山では大規模な噴火が複数回発生したことが明らかになるにつれて、カルデラは複数の噴火によって形成されたのではないかとの説が浮上してきた。
その後、箱根カルデラはまず箱根火山の南東部が大規模に崩壊した山体崩壊が発生し、その結果、馬蹄型のカルデラが生まれ、その後、馬蹄型のカルデラ内に中央火口丘が噴出したというモデルが提唱された。この説は、箱根カルデラで大規模な陥没が発生した形跡がない点や、箱根火山から噴出したと考えられる噴出物の量は、大噴火によって箱根カルデラが形成されたとしては少なすぎる点を根拠として唱えられた。しかし大規模な山体崩壊が発生した場合に必ず現れる、崩壊した大量の土砂の堆積物や流れ山が箱根火山周辺に全く見当たらない点が難点とされ、また噴出物の量がカルデラ形成が行われたにしては少ない点については、大磯丘陵などで大規模な噴火に伴うテフラ層が多数検出されており、大規模な噴火が箱根カルデラの成因とみて問題ないとの反論がなされている。
最近の研究では、大規模な噴火によって山体が吹き飛ばされた上に噴出物が堆積した、直径4キロメートル以下の比較的小さなカルデラが複数誕生し、それらのカルデラが浸食活動の結果繋がって、現在のような単一の大きな箱根カルデラになったものとの説が出されている。この説の根拠としては、箱根カルデラ内に直径1-4キロ程度の陥没地形の跡が複数確認されること、中央火口丘付近のかなり浅い場所で基盤岩が検出されることが挙げられる。

### 大規模な噴火活動とカルデラの形成
箱根火山ではカルデラの形成を伴う大規模な火山活動は、約23万年前から始まった。中でも最も古いと考えられる活動はTm-2と呼ばれるテフラ層を形成した活動である。約23万年前と考えられるTm-2の活動以後、10回以上大規模な噴火活動が確認されており、ともに大規模なプリニー式噴火であったと考えられ、デイサイト質や流紋岩質のテフラや、中でも規模の大きな活動では広範囲に火砕流が流れたと考えられ、噴出物の総体積は規模が大きな活動では5-10立方キロメートルにもなった。
大規模な噴火活動が続いた結果として、箱根火山にはカルデラが形成されたと考えられている。箱根カルデラがいつ頃出来上がったのかはまだはっきりしないが、大規模な火山活動に伴うテフラが良く保存されている大磯丘陵では、約18万年前の箱根火山のテフラ層から、成因に水が関係する火山豆石が確認され、火山豆石の中からは湖や沼の底部に生息する淡水性の珪藻化石が見つかっており、遅くとも18万年前には箱根火山にはカルデラが形成され、カルデラ内にはカルデラ湖があったことが想定されている。
カルデラが形成される時期も、カルデラ北部に仙石火山体という成層火山の活動が見られ、成層火山の噴火活動が完全に終了したわけではないが、規模としては小規模かつ例外的なもので、23万年前以降、箱根火山では成層火山の形成はほぼ終了したと考えられている。

### 真鶴半島の形成

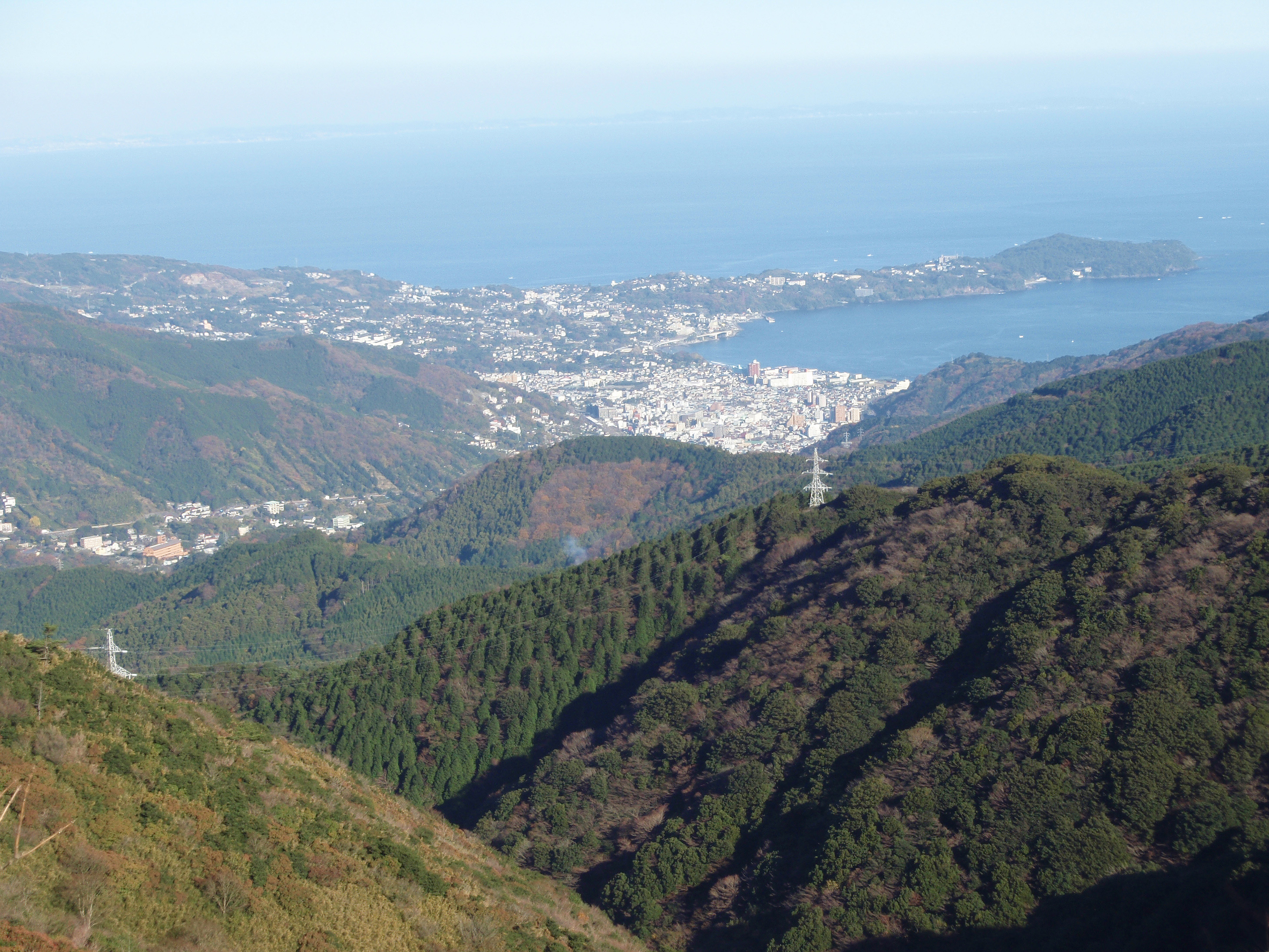
真鶴半島

カルデラの形成が始まった23万年前以降も引き続き、箱根火山の北西部と南東部では単成火山の活発な活動が続いた。北西部では長尾峠付近で活動した深沢溶岩グループ、寒沢溶岩グループが活動し、南東部では大猿山溶岩グループ、岩溶岩グループ、白磯溶岩グループ、本小松溶岩グループ、真鶴溶岩グループが活動し、これらの火山活動で単成火山群を形成したものと考えられる。また箱根火山南東部の側火山である幕山も同じ頃の活動とされる。
この時期の単成火山の活動によって、現在の真鶴半島が形成されたと考えられている。久野は真鶴半島を形成する溶岩は箱根外輪山の中腹部より噴出したと考えたが、実際には真鶴半島付近の北西方向から南東方向へと連なる数ヶ所の火口から同時に安山岩質の溶岩を噴出し、溶岩ドーム群を形成したことが明らかとなった。真鶴半島を形成した火山活動は約15万年前の出来事と考えられる。また真鶴半島の形成に先立つ18万年前から15万年前頃、現在本小松石として採石され、石材として広く利用されている溶岩が噴出している。

## 前期中央火口丘の噴出
約13万年前から箱根火山の噴火の形態が変わった。これまで外輪山の北西と南東山腹で続いていた単成火山の活動が終息し、火山活動はカルデラ内部のみに限られるようになった。この時期の噴火はデイサイト質や流紋岩質の溶岩を大量に噴出し、頻繁にプリニー式噴火を繰り返してデイサイト質のテフラを大磯丘陵や伊豆半島北部に降下させた。特に約12万前から10万年前にかけては活動が活発で、1000年未満の間隔で爆発的なプリニー式噴火を繰り返し、大量のテフラを降下させた。またこの時期のテフラの中からも形成に水が関わる火山豆石が発見されており、噴火口付近に湖が存在した可能性がある。しかしカルデラ内部からはこの時期のものと考えられる火砕流堆積物が検出されるが、箱根火山周辺からは箱根火山による火砕流の堆積物は検出されておらず、外輪山を越えて広域に火砕流がもたらされるほどの規模の大きな噴火はなかったものと考えられる。
これらの噴火によって、カルデラ内には安山岩質、デイサイト質や流紋岩質の溶岩や溶岩ドームが厚く積み重なった火山が形成された。これらの火山は一種の単成火山の集合体を形成しており、現在の鷹巣山や屏風山、浅間山といった頂上部が比較的平坦な台地状の山体がそれに当たる。また久野は鷹巣山や屏風山、浅間山を新期外輪山と呼んだが、新期外輪山の噴出後に形成されたとされる新期カルデラの存在がはっきりしないため、最近では前期中央火口丘と呼ばれるようになった。

## 再び始まった大規模噴火
約8万年前から4万年前にかけて、箱根火山では再び大規模な噴火が繰り返されるようになった。中でも小原台軽石層、三浦軽石層、東京軽石層は大規模な火砕流を伴った活動であり、特に約6万5000年前に発生したと考えられる東京軽石層の噴火は、箱根火山の噴火の中でも最大級のものであった。
東京軽石層による噴火では、東京軽石と呼ばれるデイサイト、流紋岩質の軽石が降下した。軽石の層は東京付近でも約20センチに達した。その後、デイサイト質の大規模な火砕流が発生し、火砕流は西側は富士宮市周辺、東側は相模湾を渡って三浦半島にまで達するなど、高度の高い場所を除くと箱根火山から半径約50キロの範囲を火砕流が埋め尽くし、最後に安山岩質のスコリア流が派生した。この時の噴火の噴出物の総体積は、5-10立方キロメートルになる。
この6万5000年前の大噴火によって、現在の強羅付近に直径約2-3キロの強羅カルデラと呼ばれるじょうご型のカルデラが出来た可能性が高いと考えられている。現在、強羅カルデラは珪藻類の化石を含む湖成層と考えられる堆積岩などで埋め立てられてしまっているが、湖成層の存在はかつて湖が存在した窪地があったことを意味している。また湖成層で検出される化石の分析や、他の岩石の分析の結果、6万5000年前の大噴火時に強羅潜在カルデラが形成されたと考えられている。また箱根カルデラ内には他にも湖尻付近に潜在カルデラが存在し、仙石原付近、そして芦之湯付近にも潜在カルデラが存在する可能性が指摘されている。
6万5000年前の大噴火以後、短い休止期間の後、爆発的な噴火が続いた。そして現在の中央火口丘付近に成層火山が生まれたと考えられる。そして約4万5000年前から4万1000年前にかけて、爆発的な噴火によって成層火山の山体は崩されていき、最後には大規模な山体崩壊によって、早川泥流と呼ばれる大規模な土石流が発生した。約4万年前以降、箱根火山では規模の大きな爆発的なプリニー式噴火は起こらなくなった。

## 後期中央火口丘の噴出

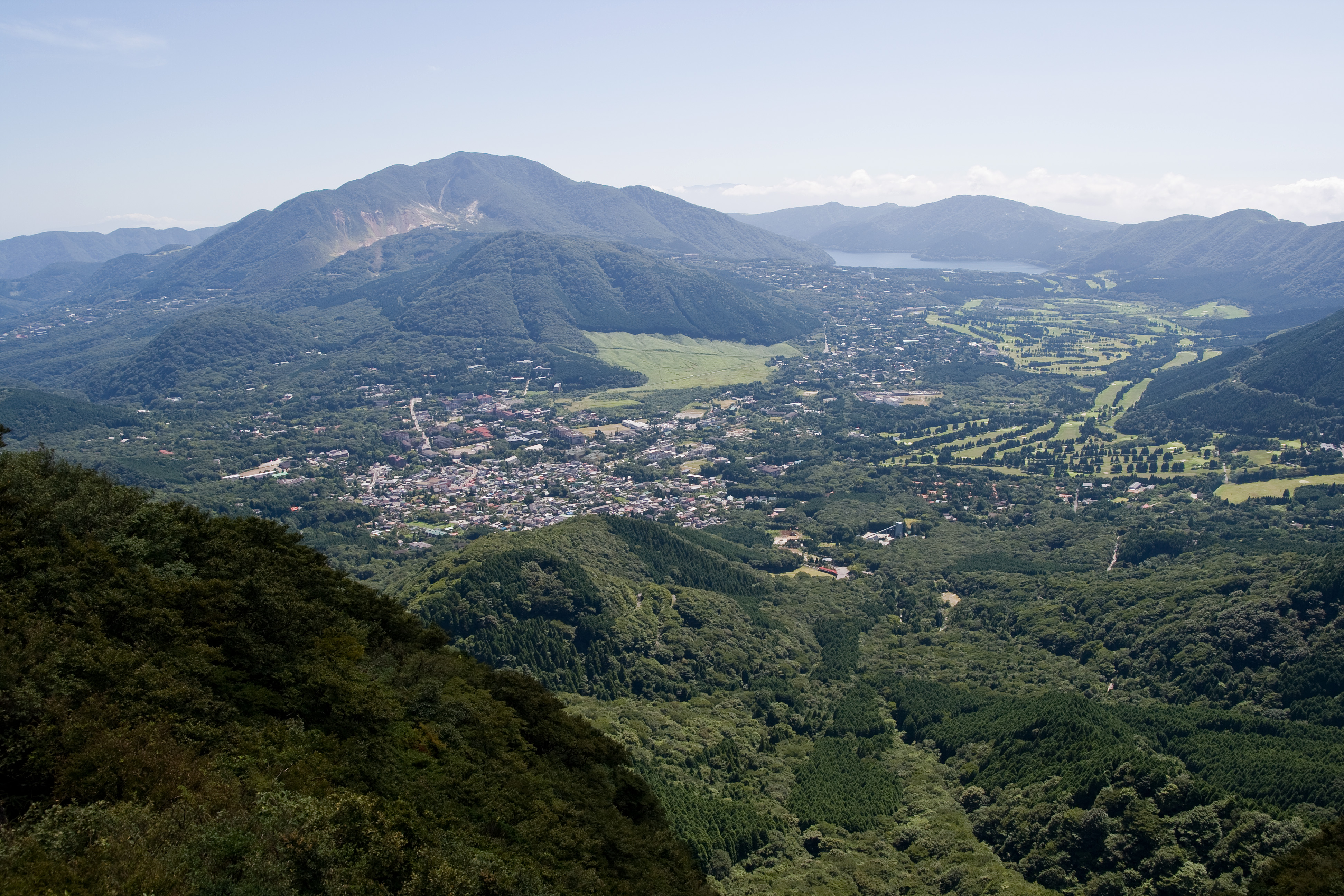
神山

約4万年前以降、箱根火山は中央火口丘でこれまでよりも比較的静かな火山活動を続けている。中央火口丘は東側の台ヶ岳から丸山と、西側の神山から駒ケ岳という北西から南東方向に二列になって火山が分布していて、東側のグループが比較的古い火山であると考えられている。
まず約4万年前から、中央火口丘の中心部に古期神山と呼ばれる成層火山の活動が始まった。この時の古期神山の活動で発生した火砕流が早川を堰き止め、仙石原湖と呼ばれる湖が誕生した。また古期神山の活動と同時期に、台ヶ岳、小塚山、丸山といった中央火口丘の東側列の溶岩ドームが噴出した。
約2万7000年前からは駒ヶ岳の噴出が始まり、駒ケ岳成層火山が形成された。そして約2万年前から1万8000年前にかけて駒ケ岳では山頂部に溶岩ドームが形成された。約2万2000年前からは現在の神山の活動が開始され、火砕流が北東方向に流下したことにより仙石原湖は仙石原湖と先芦ノ湖に分断された。2万2000年前の神山噴火と同時期には、神山南西にある陣笠山が噴出した。約2万年前頃が中央火口丘内の活動が最も活発で、この頃に現在の箱根火山の中央火口丘の原型が出来上がったと考えられる。
その後、神山では約1万9000年前、7000年前に激しい噴火活動があったことが確認されている。特に7000年前の噴火ではカルデラ北部一帯に火砕流が広がり、一部は外輪山を越えた。また7000年前の噴火によって神山山頂の溶岩ドームが形成されたと考えられる。
約5000年前になると、二子山溶岩ドームが噴出し、噴火に伴い発生した火砕流が須雲川流域を現在の箱根湯本付近まで流れ下った。

### 神山の山体崩壊と現在の芦ノ湖の生成

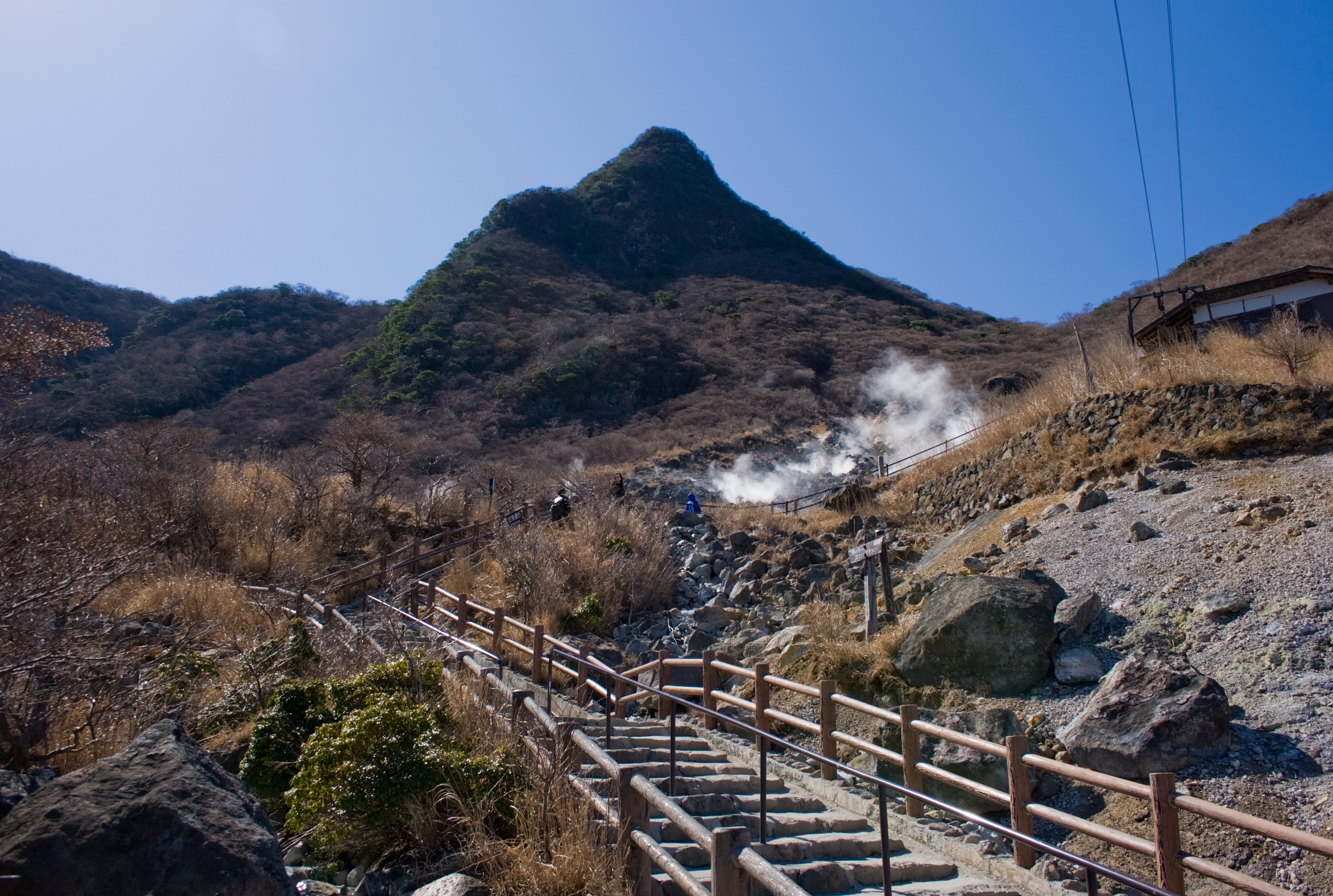
約3000年前に噴出した冠ヶ岳

約3100年前、神山北西部で水蒸気爆発の後に大規模な山体崩壊が発生し、岩屑なだれが神山北西部の山麓を厚く覆った。現在でも湖尻から大涌谷にかけての神山北西部には流れ山が見られる。また、岩屑なだれは早川を堰き止め、現在の芦ノ湖が形作られることになった。
山体崩壊の後の神山には馬蹄型の火口が出来た。約3000年前、その火口内に火山岩尖である冠ヶ岳が火砕流を伴って噴出した。この時の噴火で火砕流が発生し、火砕流の一部は泥流となり、早川流域を宮城野付近まで流れ下った。冠ヶ岳の噴出が最も新しい箱根火山の溶岩噴出を伴う活動と考えられている。

## 芦ノ湖の形成史

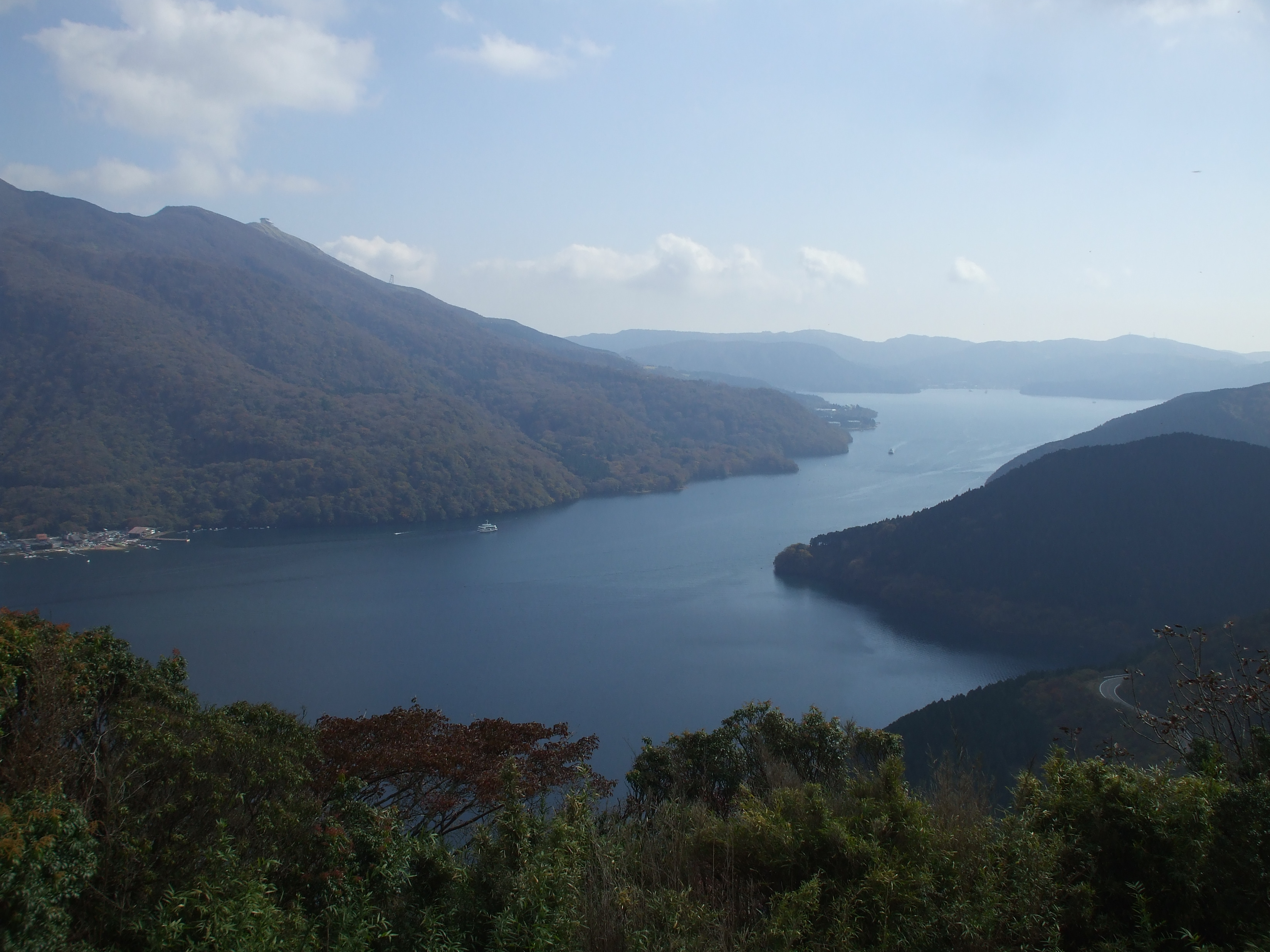
芦ノ湖

箱根カルデラの形成が始まったと考えられる約23万年前以降、早くも約18万年前にはカルデラ湖の存在が確認されている。これは当時の火山活動に伴うテフラが良く保存されている大磯丘陵では、約18万年前の箱根火山のテフラ層から、成因に水が関係する火山豆石が確認され、火山豆石の中からは湖や沼の底部に生息する淡水性の珪藻化石が見つかっており、遅くとも18万年前には箱根火山にはカルデラが形成され、カルデラ内にはカルデラ湖があったことがわかる。
1994年に湖尻で行われたボーリング調査の結果、現在の中央火口丘の溶岩が噴出する以前、カルデラ内には湖があったことが判明し、その後、早川が火山活動によって堰き止められることにより、複数回湖が誕生したことも明らかになってきた。カルデラ形成後、火山活動によってカルデラ内に湖が生まれたり消滅したりを繰り返していたと考えられる。
約6万5000年前の大噴火後、カルデラ内の南西部には湖が存在したと考えられる。その後湖は縮小していくが、約4万年前に古期神山から噴出した火砕流が、現在の小塚山付近で早川を堰き止め、仙石原湖が出来た。その後仙石原湖は徐々に縮小し、約2万2000年前に神山から噴出した火砕流によって仙石原湖は先芦ノ湖と仙石原湖に分断された。仙石原湖はその後も縮小を続け、約5000年前になると湿原となった。
一方、先芦ノ湖では約2万年前までは面積が広がったが、その後面積が縮小していく。約1万年前以降になると先芦ノ湖中部での隆起活動の結果、湖の中部に狭窄部が生まれ、狭窄部の奥では湖の拡大が見られるようになった。
約3100年前の神山の山体崩壊による岩屑なだれによって早川が堰き止められ、先芦ノ湖は再拡大して現在の芦ノ湖が形成された。そして約5000年前に湿原となった仙石原は、神山の山体崩壊による堆積物の流入や富士山起源のテフラが降下したことによって、約2600年前には湿原が消失して杉林となった。その後仙石原の杉林は消滅し、天然記念物に指定されている箱根仙石原湿原植物群落がある湿原が形成される。なぜいったん陸化して杉林となった仙石原に湿原が復活したのかは今もって不明である。

## 新たに明らかとなった箱根火山直近の噴火活動

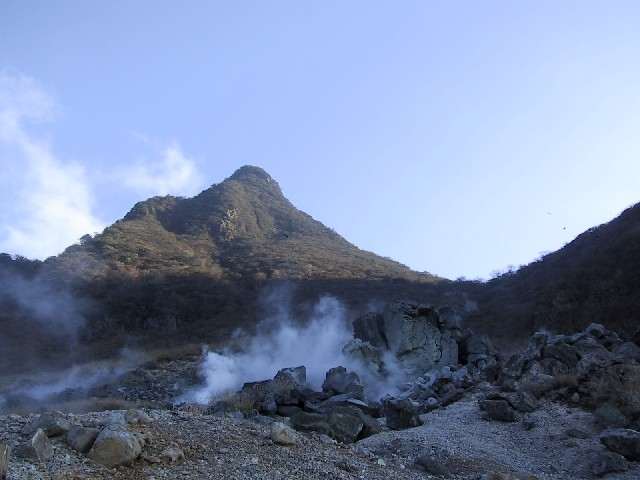
大涌谷

これまで約3000年前の冠ヶ岳の噴火が、箱根火山の直近の噴火とされてきたが、以前より神山や大涌谷周辺で火山噴火に伴うと考えられるくぼみが複数確認されており、冠ヶ岳の噴火後も水蒸気爆発があったのではないかと言われていた。
2006年、大涌谷周辺の調査の結果、冠ヶ岳の噴火以降に堆積した、箱根火山のものと考えられるテフラ層が5層確認された。同じ地層に堆積している富士山の火山灰や神津島天上山テフラとの地層の上下関係の確認や、地層に含まれている木片などの放射性炭素年代測定から、5回の噴火は約2800年前、約2000年前、そして12世紀後半から13世紀頃という比較的短期間に、3回の噴火があったものと推定された。
約2800年前、約2000年前の噴火は、ともにテフラの堆積状況から、神山から北東方面に伸びる尾根付近に噴火口があったものと考えられ、現在も噴火口跡と考えられるくぼみが残っている。ともにマグマ本体の活動は伴わない水蒸気爆発であったと考えられるが、噴火直後には土石流が発生し、2000年前の噴火では、噴火に伴って火砕サージが発生した。
12世紀後半から13世紀にかけての3回の噴火は、大涌谷周辺が噴火口であったと考えられる。いずれも水蒸気爆発で、大涌谷周辺の半径数百メートルの範囲でテフラが検出されるのみの、小規模な噴火であった。なお、このときの噴火活動は歴史的には鎌倉時代にあたるが、今のところ文献資料からは箱根火山の噴火記録は見出せない。
その後、21世紀に入って、2015年（平成27年）6月29日に大涌谷の北側において降灰を伴う小規模な噴火が発生した。これが現時点での箱根火山の直近の噴火活動にあたる。

## 箱根火山の特徴とプレートテクトニクス
箱根火山は約65万年前から現在に至るまで火山活動が継続しており、活動の内容は成層火山、単成火山、カルデラ形成など多様性に富み、噴出したマグマも玄武岩質から流紋岩質まで幅広い。この複雑な箱根火山の火山活動は、箱根火山が乗っているフィリピン海プレート上の伊豆-小笠原弧と呼ばれる火山群が陸側のユーラシアプレートないし北アメリカプレートに衝突し、さらにその下部に太平洋プレートが潜り込むという4つのプレートがせめぎあう複雑な場所に箱根火山が存在することに関係していると考えられている。
65万年前から35万年前にかけての時期は、箱根火山が乗っているフィリピン海プレート上の伊豆-小笠原弧が足柄山地に衝突した影響で、箱根火山全体に圧縮される力が働いていたと考えられている。その後35万年前から13万年頃になると、今度はフィリピン海プレートと陸側のプレートの相互作用により箱根火山に北東と南西方向に引っ張られる力が働くようになり、その結果、北西から南東方面にかけて単成火山が噴出し、単成火山群を形成するようになった。また箱根火山の南側である伊豆半島北東部の伊豆東部火山群では、現在単成火山群が活動を続けている。これは小型のプレートである真鶴マイクロプレートが神縄・国府津-松田断層帯に沈み込むことによって引っ張られる力が働くため、引っ張られる力によって出来た割れ目から単成火山が噴出しているとの説が出されており、35万年前から13万年頃の箱根火山も同じような状況であったとも考えられている。
13万年前、箱根カルデラ内をほぼ南北に縦断する左横ずれ断層が形成され、噴火活動はこの断層の影響を受けるようになったと考えられている。断層は中央火口丘以北は平山断層、以南は丹那断層であり、現在もなお活動している活断層である。両活断層の活動によって、中央火口丘付近はプルアパート構造と呼ばれる割れ目が発生し、その割れ目を通ってマグマが噴出し、カルデラや中央火口丘を形成する火山活動が発生したと見られている。
なお、平山断層は神縄・国府津-松田断層帯に繋がっており、神縄・国府津-松田断層帯の地震活動と二子山、神山、大涌谷付近で起こった最近の箱根火山の噴火活動に関連性があると考える専門家もあり、次回の神縄・国府津-松田断層帯の活動と連動して箱根火山の活動があるのではないかとの説もある。